# Aeroportul Rimouski
Aeroportul Rimouski (IATA: YXK, ICAO: CYXK) este un aeroport din Rimouski⁠(d), Rimouski-Neigette⁠(d), Bas-Saint-Laurent⁠(d), Provincia Québec, Canada ce deservește zona Rimouski⁠(d). Aeroportul a fost tranzitat în 2011 de 0 pasageri. A fost numit după zona deservită.
Situat la o altitudine de 25 m, aeroportul dispune de o singură pistă. Este operat de Rimouski⁠(d).